# Erinnerungsmedaille an die Rückgewinnung Südungarns

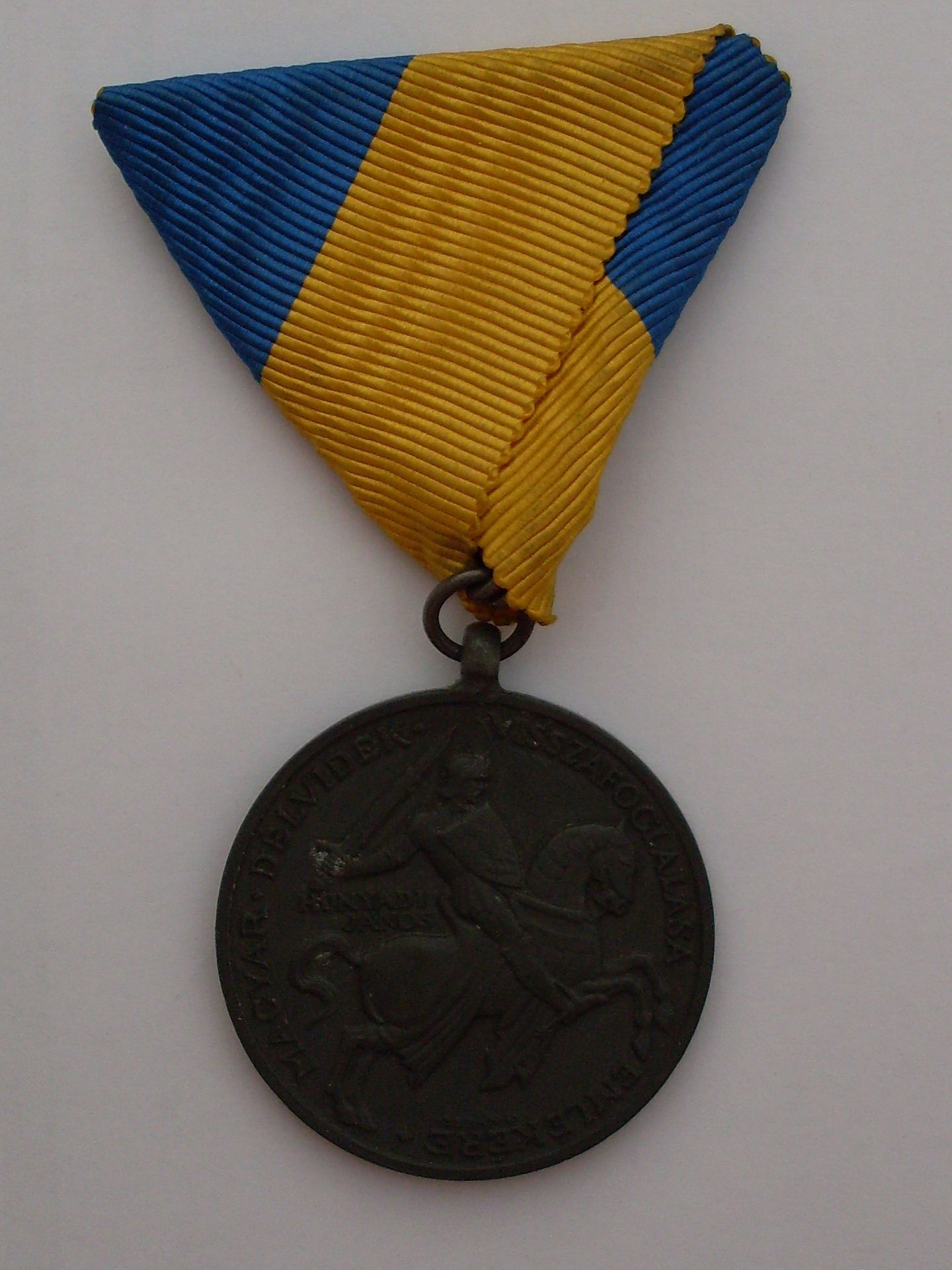
Avers

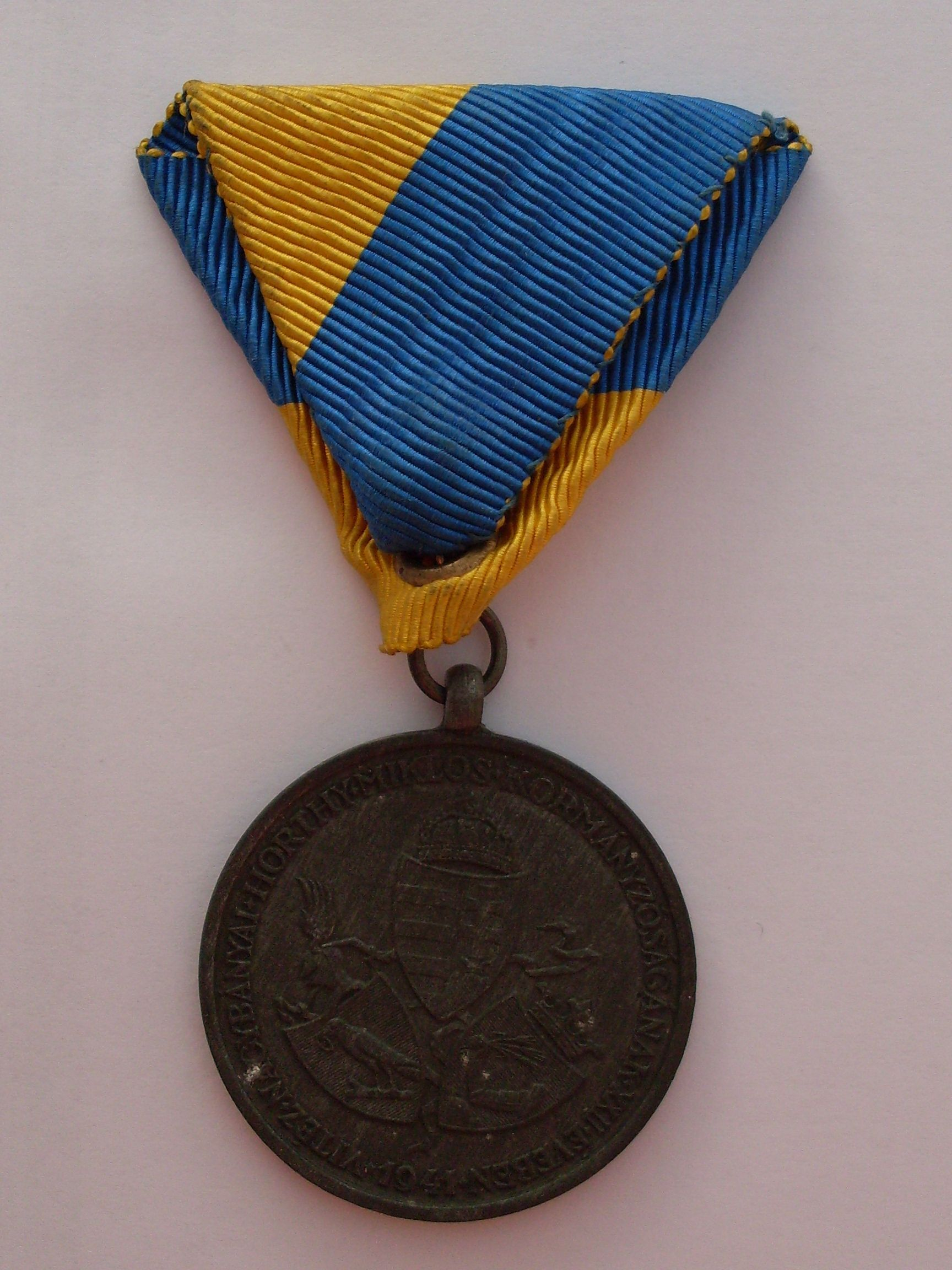
Revers

Die Erinnerungsmedaille an die Rückgewinnung Südungarns (hu. Délvidéki Emlékérem) wurde am 4. September 1941 durch den ungarischen Reichsverweser und Staatsoberhaupt Miklós Horthy als Erinnerung an die Rückgewinnung von Südungarn gestiftet. Sie wurde an alle Beteiligten der ungarischen Streitkräfte verliehen, die bei der Besetzung des Gebiets zugegen waren. Sie war ihrem Stiftungsdatum nach die letzte von drei Erinnerungsmedaillen, die aus Anlass der ungarischen Gebietsvergrößerung gestiftet worden waren.

## Aussehen, Beschaffenheit und Trageweise
Die Medaille ist mattgrau und zeigt mittig auf ihrer Vorderseite das Reiterbild des ungarischen Königs Johann Hunyadi mit seiner Namensbeischrift. Umlaufen wird diese Symbolik von der Rundschrift: MAGYAR.DÉLVIDÉK.VISSZAFOGLALÁSA.EMLÉKÉRE. (ZUR ERINNERUNG AN DIE WIEDERBESETZUNG VON SÜDUNGARN). Die Rückseite der Medaille zeigt drei Wappen, wobei das Ungarische Königswappen die beiden anderen überragt. Der Medaillenrand wird auch hier von einer Umschrift geprägt, auf dem zu lesen ist: VITÉZ.NAGYBÁNYAI.HORTHY.MIKLÓS.KORMÁNYZÓSÁGÁNAK.XXII.ÉVÉBEN.1941 (IM 22. JAHR DER REGENTSCHAFT DES VITÉZ NIKOLAUS HORTHY VON NAGYBÁNYA) Getragen wurde die Medaille als Dreiecksband über der linken Brusttasche an einem 38 mm breiten halb blau/gelbem Bande.